# Estadio Starlight
El Estadio Starlight (en inglés: Starlight Stadium) Es un estadio multipropósito en Langford, Columbia Británica al oeste de Canadá. Es utilizado por Rugby Canada y el equipo regional BC Bears del Campeonato Canadiense de Rugby, el equipo de fútbol canadiense Westshore Rebels, el Pacific FC de la Canadian Premier League, y fue utilizado por el equipo de fútbol Victoria Highlanders entre 2009 y 2011. El estadio tiene 1.600 asientos permanentes. El principal espacio para 2009 tiene 1.218 asientos bajo cubierta, asientos adicionales temporales para 500, 10 suites corporativas, 4 vestuarios, habitaciones de funcionarios, espacio para almacenamiento y baños públicos. El estadio está construido con las especificaciones FIFA 2 Star Rated y World Rugby, capaz de acomodar partidos de fútbol canadiense, fútbol y rugby. 
Hay un segundo campo adyacente de césped actualmente nombrado Campo de Goudy que tiene espacio para 1.500 espectadores. Este segundo campo de césped artificial de tamaño completo también tiene la clasificación FIFA 2 Star y respeta los códigos de fútbol de la Asociación Canadiense de Rugby.